# Петерсберзька угода

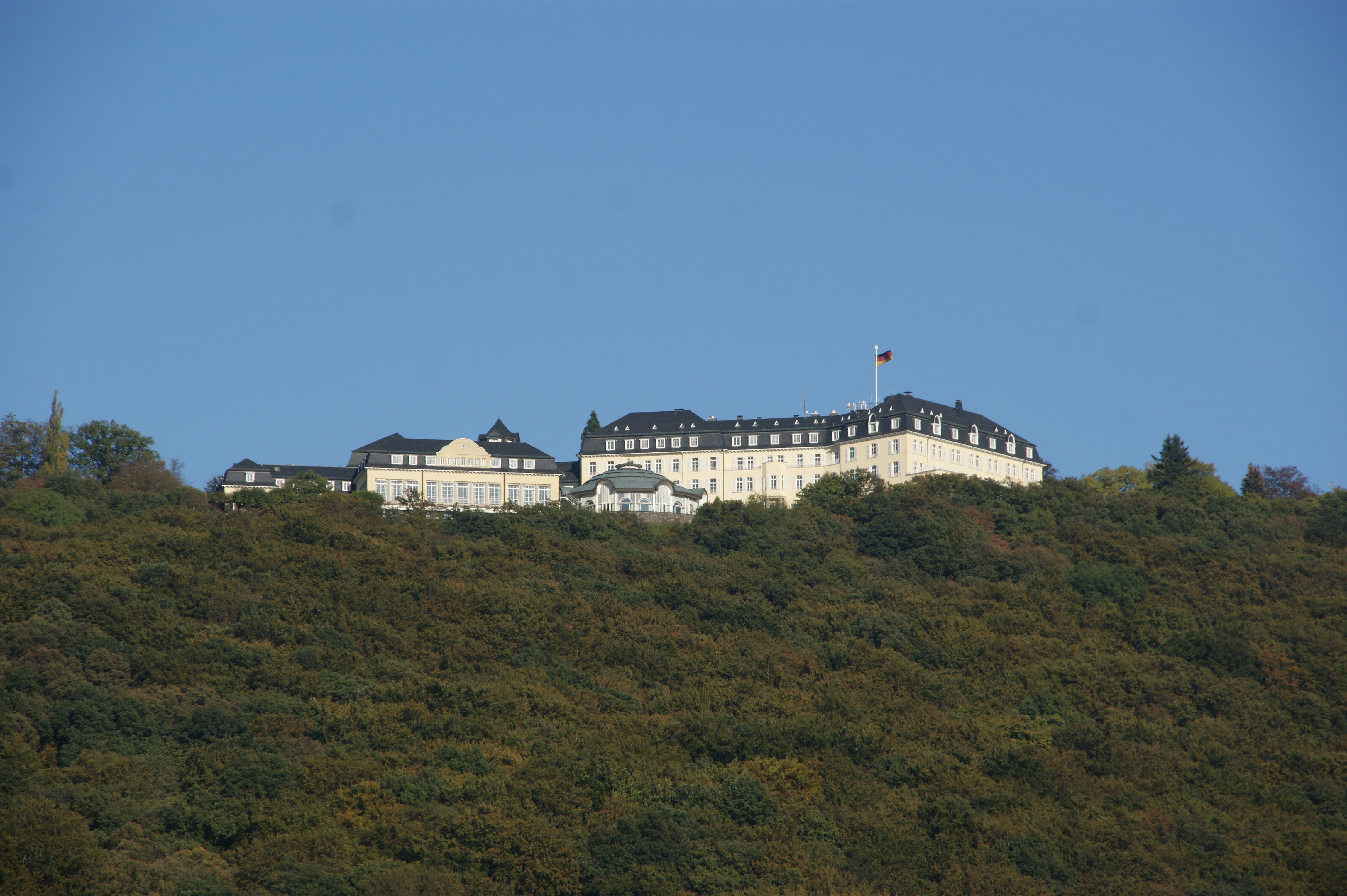
Готель Petersberg поблизу Бонна

Угода Петерсберга є міжнародною угодою, яка розширила права уряду Західної Німеччини щодо окупаційних сил Сполученого Королівства, Франції та Сполучених Штатів. Її розглядають як перший важливий крок Західної Німеччини до суверенітету. Угоду підписав канцлер Західної Німеччини Конрад Аденауер та вищі комісари з Великої Британії Браян Гюберт Робертсон, з Франції Андре Франсуа-Понсе та з Сполучених Штатів Джон Дж. Макклой 22 листопада 1949 року. Готель Петерсберг, що розташований поблизу Бонна, був місцем знаходження вищих комісарів і місцем підписання угоди. Ця угода стала першою зміною Окупаційного статуту.

## Умови
- Західній Німеччині було дозволено приєднатися до Ради Європи як асоційований член.
- Західна Німеччина погодилася підписати двосторонню угоду зі США щодо допомоги за планом Маршалла (див. наступний розділ).
- Західна Німеччина погодилася надіслати делегатів до Міжнародної влади Руру, фактично прийнявши певний міжнародний контроль над Рурським округом (див. наступний розділ).
- Західна Німеччина погодилася залишатися демілітаризованою, без будь-яких збройних сил, і підтримувати роботу окупаційної влади в цьому відношенні.
- Західній Німеччині було дозволено брати участь у міжнародній торгівлі, а також встановлювати консульські відносини. (Створення іноземного офісу все ще було заборонено.)
- Західна Німеччина погодилася дотримуватися принципів свободи, толерантності та гуманності та запобігати будь-якому відродженню тоталітарних зусиль.
- Західна Німеччина погодилася запровадити законодавство заради декартелізації відповідно до статуту окупації.
- Західній Німеччині було дозволено будувати океанські кораблі з обмеженими можливостями.
- Програму промислового демонтажу було змінено шляхом вилучення певної кількості промислових підприємств зі списку демонтажу.
- Прохання Західної Німеччини про припинення воєнного стану було прийнято до уваги, але не задоволено.

## Контекст
Аденауер піддався жорсткій критиці в парламенті за підписання угоди, зокрема через Рурське питання.

28 квітня 1949 року було створено Міжнародне управління Руру. З 15 голосів 3 були приписані німецькій державі, хоча голосування блоком від представника окупаційної влади. Погоджуючись приєднатися до контрольної ради влади, Західна Німеччина отримала контроль над цими трьома голосами, але також визнала контроль влади над головним промисловим центром Західної Німеччини. Під час наступних дебатів у парламенті Аденауер заявив:
Союзники сказали мені, що демонтаж буде припинено, лише якщо я задовольню бажання союзників щодо безпеки. Чи Соціалістична партія хоче, щоб демонтаж продовжувався до кінця? 
Лідер опозиції Курт Шумахер відповів, назвавши Аденауера «канцлером союзників». 
Першим договором з іноземною державою, який Західній Німеччині дозволили підписати, був непопулярний план Маршалла, зазначений у договорі. Під тиском США угода також була оформлена у федеральний закон. Хоча це дало німцям більшу свободу в тому, як витрачати кошти, це також дало США більше повноважень для втручання в економічні справи Німеччини, а також вимагало від Західної Німеччини субсидувати Західний Берлін, який був під окупацією і не був частиною Західної Німеччини. Договір також передбачав поставки з Німеччини до США товарів, яких бракує в США 
У договорі зазначалося, що з практичних причин стан війни з Німеччиною не може бути припинено, як того вимагали німці. За даними преси, воєнний стан було збережено, оскільки «США хочуть зберегти правову основу для утримання американських сил у Західній Німеччині» . 
У 1952 році члени німецького парламенту звернулися до суду, щоб оскаржити законність угоди.

## Дивись також
- Боннсько-Паризькі конвенції були підписані в 1952 році і набули чинності після ратифікації в 1955 році. Конвенції поклали край союзній окупації Західної Німеччини.
- Договір про остаточне врегулювання щодо Німеччини

## Зовнішні посилання
- Рішення суду Законність підписання угоди оскаржувалась.
- Текст договору
- Петерсберзька угода (нім.)
- Послання панові Бевіну для мосьє Шумана (30 жовтня 1949 р.) У цьому посланні своєму французькому колезі Роберту Шуману британський міністр закордонних справ Ернест Бевін пропонує переглянути політику демонтажу союзників в окупованих зонах.